# Жан-Жозеф Гу
Жан-Жозеф Гу (на френски: Jean-Joseph Goux) е френски философ.

## Биография
Още като студент в Париж през 60-те години на ХХ век Гу се сближава с участниците в кръга около списание Тел Кел, в което публикува първите си трудове. Статията му Нумизматики от 1968/9 се коментира и цитира десетилетия след появата ѝ. Гу се хабилитира през 1973 г. и преподава няколко семестъра във френски университети (Париж 8, Париж – 7, ВНШ). След 1980 г. в продължение на две десетилетия преподава в редица американски университети (Бъркли, Дюк, Райс) и е международно търсен лектор.

### Трудове
Гу публикува своите книги на френски език, като по забележителни от тях се появяват в преводи на различни езици. От самото начало работите му са в духа френската философска традиция, развивана от комбинацията на Лакан и Луи Алтюсер (наричана фройдо-марксизъм и известна отвъд Oкеана като French Theory), към която той има собствен принос. По-късно в тях се откриват и поводи за сближаване с идеите на феминизма. Специален негов интерес е творчеството на Андре Жид, което той обвързва с латентно присъстващи проблеми за парите и сексуалността.
През 1990 г. Гу издава своята книга Едип, философ, в която преразглежда популярните разбирания, свързвани с елементите на гръцкия мит т.нар. едипов комплекс и представя свое тълкуване, опиращо се на предложената от Жорж Дюмезил трифункционалност.